# David Thompson (attore)
David Thompson, all'anagrafe David Henry Thompson, (New York, 4 maggio 1884 – Hollywood, 20 maggio 1957), è stato un attore statunitense.

## Biografia
David Thompson, nella sua carriera di attore, è apparso in quasi settanta film muti: la sua prima interpretazione risale al 1911 con il cortometraggio The Declaration of Independence della Thanhouser dove ricopriva il ruolo di Thomas Jefferson. Fu, saltuariamente, anche aiuto regista (in quattro film) e direttore di produzione (tre film). Firmò una sola regia, The Stolen Triumph, nel 1916.
Morì a Hollywood il 20 maggio 1957 all'età di 73 anni.

## Filmografia
Quando manca il nome del regista, questo non viene riportato nei titoli.

### Attore
- The Declaration of Independence (1911)
- The Satyr and the Lady (1911)
- East Lynne, regia di Theodore Marston (1912)
- The Poacher, regia di Lucius Henderson (1912)
- Nicholas Nickleby, regia di George Nichols (1912)
- The Star of the Side Show, regia di Lucius Henderson (1912)
- On the Stroke of Five, regia di Lucius Henderson (1912)
- Called Back, regia di George Nichols   (1912)
- One of the Honor Squad, regia di Lloyd Lonergan (1912)
- Put Yourself in His Place, regia di Theodore Marston (1912)
- The Thunderbolt (1912)
- The Forest Rose, regia di Theodore Marston (1912)
- Aurora Floyd, regia di Theodore Marston (1912)
- The Star of Bethlehem, regia di Lawrence Marston (1912)
- The Dove in the Eagle's Nest, regia di Lawrence Marston (1912)
- Psychology of Fear (1913)
- Just a Shabby Doll (1913)
- The Wax Lady (1913)
- The Woman Who Did Not Care (1913)
- The Spoiled Darling's Doll (1913)
- The Children's Conspiracy (1913)
- His Sacrifice (1913)
- King René's Daughter, regia di Eugene Moore (1913)
- An Errand of Mercy (1913)
- When Darkness Came (1913)
- The Girl of the Cabaret (1913)
- The Missing Witness, regia di Thomas N. Heffron (1913)
- The Lie That Failed (1913)
- His Last Bet (1913)
- The Message to Headquarters (1913)
- Flood Tide, regia di Eugene Moore (1913)
- Robin Hood, regia di Theodore Marston (1913)
- The Twins and the Other Girl (1913)
- The Power ol the Sea, regia di Travers Vale (1913)
- The Blight of Wealth (1913)
- Uncle's Namesakes (1913)
- His Father's Wife (1913)
- Their Golden Wedding (1914)
- The Runaway Princess  (1914)
- An Elusive Diamond (1914)
- Joseph in the Land of Egypt, regia di Eugene Moore (1914)
- A Leak in the Foreign Office, regia di Frederick Sullivan (1914)
- The Desert Tribesman (1914)
- Kathleen the Irish Rose, regia di Carroll Fleming (1914)
- The Surgeon's Experiment
- A Debut in the Secret Service, regia di Frederick Sullivan (1914)
- The Musician's Daughter (1914)
- A Mohammedan Conspiracy, regia di Frederick Sullivan (1914)
- Algy's Alibi (1914)
- The Pendulum of Fate (1914)
- The Harvest of Regrets, regia di Arthur Ellery (1914)
- The Diamond of Disaster, regia di Carroll Fleming (1914)
- Old Jackson's Girl, regia di James Durkin (1914)
- A Madonna of the Poor, regia di Carroll Fleming (1914)
- The Chasm, regia di James Durkin (1914)
- The Man with the Hoe (1914)
- Pawns of Fate, regia di James Durkin (1914)
- A Messenger of Gladness (1914)
- The Volunteer Fireman (1915)
- Helen Intervenes (1915)
- The Smuggled Diamond (1915)
- The Skinflint, regia di Jack Harvey (1915)
- The Twins of the G.L. Ranch (1915)
- Her Debt of Honor, regia di William Nigh (1916)
- Notorious Gallagher; or, His Great Triumph, regia di William Nigh (1916)
- Life's Shadows, regia di William Nigh (1916)
- The Sunbeam, regia di Edwin Carewe (1916)
- Sowers and Reapers, regia di George D. Baker (1917)

### Regista
- The Stolen Triumph (1916)

### Aiuto regista
- Jess, regia di George Nichols (1912)
- The Celebrated Scandal, regia di James Durkin e J. Gordon Edwards (1915)
- The Child of Destiny, regia di William Nigh (1916)
- Life's Shadows, regia di William Nigh (1916)